# 西平乐乡
西平乐乡，是中华人民共和国河北省石家庄市正定县下辖的一个乡镇级行政单位。

## 行政区划
西平乐乡下辖以下地区：
西平乐村、中平乐村、西杜村、中杜村、东杜村、西安丰村、东安丰村、大寨村、南化村和正民庄村。